# العلاقات الفرنسية الفنلندية
العلاقات الفرنسية الفنلندية هي العلاقات الثنائية التي تجمع بين فرنسا وفنلندا.

## مقارنة بين البلدين
هذه مقارنة عامة ومرجعية للدولتين:
| وجه المقارنة                                              | فرنسا                                                    | فنلندا                                                                               |
| --------------------------------------------------------- | -------------------------------------------------------- | ------------------------------------------------------------------------------------ |
| المساحة (كم2)                                             | 643.80 ألف                                               | 338.42 ألف                                                                           |
| عدد السكان (نسمة)                                         | 67.12 مليون                                              | 5.52 مليون                                                                           |
| الكثافة السكانية (ن./كم²)                                 | 104.26                                                   | 16.31                                                                                |
| العاصمة                                                   | باريس                                                    | هلسنكي                                                                               |
| اللغة الرسمية                                             | لغة فرنسية                                               | اللغة الفنلندية، اللغة السويدية                                                      |
| العملة                                                    | يورو، فرنك س ف ب، فرنك فرنسي، Livre tournois ‏            | يورو، ماركا فنلندية                                                                  |
| الناتج المحلي الإجمالي (بليون دولار)                      | 2.58 تريليون                                             | 251.88 مليار                                                                         |
| الناتج المحلي الإجمالي (تعادل القوة الشرائية) بليون دولار | 2.87 تريليون                                             | 231.84 مليار                                                                         |
| الناتج المحلي الإجمالي الاسمي للفرد دولار أمريكي          | 36.20 ألف                                                | 42.31 ألف                                                                            |
| الناتج المحلي الإجمالي للفرد دولار أمريكي                 | 39.33 ألف                                                | 40.68 ألف                                                                            |
| مؤشر التنمية البشرية                                      | 0.888                                                    | 0.883                                                                                |
| رمز المكالمات الدولي                                      | +33                                                      | +358                                                                                 |
| رمز الإنترنت                                              | .fr، .bzh ‏، .tf، .re، .wf، .yt، .pm، .paris              | .fi                                                                                  |
| المنطقة الزمنية                                           | أوروبا/باريس ‏، توقيت وسط أوروبا، توقيت وسط أوروبا الصيفي | ت ع م+02:00، ت ع م+03:00، أوروبا/هلسنكي ‏، توقيت شرق أوروبا، توقيت شرق أوروبا الصيفي ‏ |

## مدن متوأمة
في ما يلي قائمة باتفاقيات التوأمة بين مدن فرنسية وفنلندية:
- ترتبط بيزنسون مع كووبيو باتفاقية توأمة منذ 1959.
- ترتبط غرانفيل مع كاركيلا باتفاقية توأمة.
- ترتبط بايون مع كايآني باتفاقية توأمة منذ 12 ديسمبر 2005.
- ترتبط لونفيل مع Hämeenkyrö [الإنجليزية]‏ باتفاقية توأمة.
- ترتبط ماكون مع بوري باتفاقية توأمة منذ 1956.

## منظمات دولية مشتركة
يشترك البلدان في عضوية مجموعة من المنظمات الدولية، منها:
| علم المنظمة | اسم المنظمة                               | تاريخ انضمام فرنسا | تاريخ انضمام فنلندا |
| ----------- | ----------------------------------------- | ------------------ | ------------------- |
|             | وكالة الفضاء الأوروبية                    | 30 أكتوبر 1980     | 1969                |
|             | بنك التنمية الآسيوي                       | 1970               | 1966                |
|             | الاتحاد الأوروبي                          | 25 مارس 1957       | 1995                |
|             | وكالة ضمان الاستثمار متعدد الأطراف        | 28 ديسمبر 1989     | 28 ديسمبر 1988      |
|             | منظمة التعاون الاقتصادي والتنمية          | 7 أغسطس 1961       | 1969                |
|             | الأمم المتحدة                             | 24 أكتوبر 1945     | 14 ديسمبر 1955      |
|             | الوكالة الدولية للطاقة                    | ?                  | ?                   |
|             | الفريق المعني برصد الأرض                  | ?                  | ?                   |
|             | مركز تنسيق الحركة في أوروبا ‏              | ?                  | ?                   |
|             | منظمة حظر الأسلحة الكيميائية              | ?                  | ?                   |
|             | منظمة التجارة العالمية                    | 1995               | 1995                |
|             | منظمة الشرطة الجنائية الدولية             | ?                  | ?                   |
|             | البنك الإفريقي للتنمية                    | ?                  | ?                   |
|             | منظمة الأمن والتعاون في أوروبا            | 25 يونيو 1973      | 25 يونيو 1973       |
|             | مؤسسة التنمية الدولية                     | 30 ديسمبر 1960     | 29 ديسمبر 1960      |
|             | نظام تحكم تكنولوجيا القذائف               | 1987               | 1991                |
|             | يونسكو                                    | 4 نوفمبر 1946      | 10 أكتوبر 1956      |
|             | مجلس أوروبا                               | 5 مايو 1949        | 5 مايو 1989         |
|             | الاتحاد البريدي العالمي                   | ?                  | ?                   |
|             | البنك الدولي للإنشاء والتعمير             | 27 ديسمبر 1945     | 14 يناير 1948       |
|             | اتفاقية السماوات المفتوحة                 | ?                  | ?                   |
|             | المنظمة الهيدروغرافية الدولية             | ?                  | ?                   |
|             | المرصد الأوروبي الجنوبي                   | 1962               | 2004                |
|             | الاتحاد الدولي للاتصالات                  | 1866               | 1 سبتمبر 1920       |
|             | مؤسسة التمويل الدولية                     | 20 يوليو 1956      | 20 يوليو 1956       |
|             | المنظمة الأوروبية لسلامة الملاحة الجوية   | 1960               | 2001                |
|             | المركز الدولي لتسوية المنازعات الاستشارية | 20 سبتمبر 1967     | 8 فبراير 1969       |
|             | مجموعة أستراليا                           | 1985               | 1991                |
|             | مجموعة الموردين النوويين                  | ?                  | ?                   |

## وصلات خارجية
- موقع وزارة الخارجية الفرنسية
- موقع وزارة الخارجية الفنلندية